# Mansión de Vecborne
La Mansión de Vecborne (en letón: Vecbornes muiža; en alemán: Alt - Born) es una casa señorial en la parroquia de Kaplava, municipio de Krāslava en la región histórica de Selonia, en Letonia oriental.
La mansión de Vecborne y los territorios adjuntos fueron propiedad de la familia von Engelhardt desde el siglo XVII. La actual mansión fue construida en la década de 1880 en simples formas clásicas. Durante la reforma agraria letona de 1920, la mansión fue nacionalizada y los terrenos divididos en 29 nuevas granjas. El edificio de la mansión se convirtió en la escuela primaria local hasta la década de 1990 cuando fue cerrada. Desde entonces, la mansión ha estado abandonada.